# Pornografía en Europa

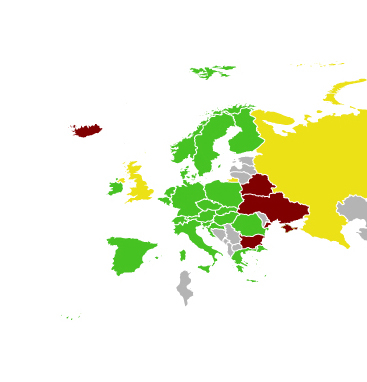
Mapa sobre las leyes de pornografía (Francia y Portugal no incluidos)
Totalmente legal o legal con pequeñas excepciones
Parcialmente legal, con restricciones o en un vacío legal
Ilegal
Desconocido

La pornografía en Europa ha estado históricamente dominada por unas pocas productoras y distribuidoras de carácter multinacional, como Private Media Group o Color Climax Corporation. La mayoría de los países europeos tienen también productores locales de pornografía, que se enfrentan a distintos niveles de competencia con productores internacionales. El estatus legal de la pornografía varía ampliamente en Europa; su producción y distribución son ilegales en países como Ucrania, Bielorrusia y Bulgaria, mientras que Hungría destaca por tener leyes liberales sobre pornografía.

## Albania
En Albania, es ilegal la publicidad sobre pornografía, además del acceso a contenidos pornográficos a menores de 18 años. La pornografía infantil está estrictamente prohibida.

## Austria
En 1990, se aprobó la "Ley federal contra las publicaciones obscenas y para la protección de los jóvenes en peligro moral" para regular la pornografía en Austria. En 1994 se añadió a la ley la prohibición de la pornografía infantil. Bajo estas regulaciones, la edad mínima para comprar pornografía blanda en Austria es 16 años y la edad mínima para comprar pornografía dura es 18. La publicación de pornografía o material zoofílico están prohibidos.

## Azerbaiyán
En Azerbaiyán, conforme al artículo 3 de la "Ley de medios de comunicación", del 7 de diciembre de 1999, los "materiales pornográficos" se definen como: "obras de arte, reproducciones fotográficas de pinturas, información y otros materiales cuyo contenido principal es la descripción cruda e indigna de la anatomía y aspectos fisiológicos de las relaciones sexuales". 
La pornografía en Azerbaiyán se puede obtener fácil y económicamente en Bakú, aunque no en la mayoría de los demás lugares del país. Hay informes de sobornos cobrados por llevar pornografía dura a través de las fronteras del país.
Mientras tanto, la actividad legal para combatir la pornografía infantil se rige por la "Ley de Derechos del Niño" de 1998, la "Ley de Medios de Comunicación" de 1999, el "Plan de Medidas para Resolver el Problema de los Niños en Situación de Calle y Sin Hogar" y el "Plan Nacional de Acción para Combatir la Trata de Personas".

## Bielorrusia
La pornografía es ilegal en Bielorrusia. La producción, distribución, promoción, exhibición, así como la posesión con la intención de distribución o promoción de materiales pornográficos u objetos de naturaleza pornográfica están castigados por la ley penal bielorrusa y dan como resultado servicio comunitario obligatorio, multa o hasta 4 años de prisión.

## Bulgaria
En la República Popular de Bulgaria (1946-1990), la pornografía solo estaba disponible para un número limitado de personas. Los materiales pornográficos que había (principalmente revistas y videocasetes) entraban de contrabando en el país. El abandono de la censura a principios del período poscomunista hizo que la pornografía estuviera ampliamente disponible. A principios de la década de 1990, se vendían revistas pornográficas en los quioscos, se disponía de videocasetes pornográficos extranjeros piratas y se podía acceder a las estaciones de televisión pornográficas extranjeras. La primera película pornográfica búlgara se hizo en 1992. La producción y distribución de pornografía es ilegal en la actual República de Bulgaria. No hay empresas de producción pornográficas búlgaras. Acceder, poseer o almacenar materiales pornográficos no está criminalizado (excepto la pornografía infantil). La pena por producir o distribuir pornografía es de hasta un año de prisión (o hasta dos años si el delincuente usó Internet) y una multa de 1000  a 3000 levas. La pena por la distribución o posesión de pornografía infantil es de hasta un año de prisión o una multa de hasta 2000 levas. Las autoridades hacen la vista gorda con la distribución ilegal de pornografía dura en tiendas designadas y en la televisión después de las 11 p. m. El porno blando rara vez se censura. Las revistas y los periódicos pornográficos están cada vez más disponibles desde la caída del comunismo en 1989, y se publican ediciones locales de muchas revistas pornográficas internacionales. La sociedad a menudo está expuesta a contenido sexual en la publicidad.

## Chequia
La pornografía en la República Checa fue legalizada en 1993 luego de la Revolución de Terciopelo, cuando el país dejó de ser un estado comunista y se estableció la democracia liberal . Entre las empresas checas que producen pornografía se encuentran Bohem production y LegalPorno Studios y con sede en Praga.
La venta y distribución de pornografía infantil es ilegal y se castiga con pena de prisión de hasta 3 años. La posesión de pornografía infantil se declaró ilegal en 2007 y conlleva una pena de hasta 2 años de prisión. El código penal checo también prohíbe la venta y distribución de pornografía que muestre relaciones sexuales con animales y pornografía que muestre violencia o falta de respeto a los seres humanos, con una pena de hasta 1 año de prisión.

## Dinamarca
En 1967 se levantó la prohibición de la literatura pornográfica. En 1969, Dinamarca se convirtió en el primer país del mundo en legalizar la pornografía. Las personas en Dinamarca tienen libre acceso a la pornografía. La pornografía que incluye a menores de 18 años está prohibida y la posesión de la misma también es ilegal.

## Estonia
La pornografía es legal, su distribución o producción está regulada por ley.

## Finlandia
En Finlandia, la pornografía infantil es ilegal, junto con la pornografía violenta y zoofílica.
Antes del 1 de enero de 1999, estaban prohibidas todas las publicaciones "indecentes", incluidas su importación y exportación.

## Grecia
La pornografía en Grecia es legal mediante la venta o publicación de material, pero es ilegal para menores de 18 años. El material pornográfico se vende en sex-shops, videoclubs y quioscos . También existe una producción pornográfica local que comenzó extraoficialmente en la década de 1970, que luego se volvió completamente legal a partir de 2008. La pornografía infantil es ilegal y se castiga con prisión y multas monetarias.

## Hungría
En Hungría, el inicio de producción de pornografía data del período posterior a la caída del comunismo en 1989. La producción y distribución de pornografía era ilegal bajo el comunismo, pero las leyes se liberalizaron con el surgimiento de la democracia. Las políticas gubernamentales permisivas pronto impulsaron al país a la vanguardia de la industria europea de la pornografía. Varios directores extranjeros se sintieron atraídos por la legislación liberal del país, los bajos costos de producción y la gran oferta de actrices femeninas. Eventualmente, las productoras nacionales también prosperaron, y varias actrices femeninas como Michelle Wild o Monique Covét se hicieron grandes nombres dentro de la industria. La pornografía húngara se diferencia de la que se produce en Estados Unidos en la apariencia "más natural" de sus intérpretes. Las escenas de sexo también suelen ser más extremas, con uso frecuente del sexo anal y diversas formas de penetración múltiple.

## Islandia
La publicación de pornografía es ilegal en Islandia, y se castiga con una multa o prisión de hasta 6 meses. La publicación de pornografía infantil se castiga con una multa o prisión de hasta 2 años. En 2013, el gobierno islandés propuso prohibir la pornografía violenta en Internet y el parlamento de Islandia comenzó a debatir la prohibición de la pornografía en línea.

## Irlanda
No existen leyes contra la pornografía, exceptuando la prohibición de la pornografía infantil (un niño se define como alguien menor de 18 años).

## Letonia
En Letonia, la distribución de material pornográfico está permitida bajo condiciones legales muy similares a las de Polonia. El material pornográfico o erótico rara vez se vende en lugares accesibles al público en general.

## Lituania
En Lituania, la distribución comercial de material pornográfico está prohibida por el artículo 309 del Código Penal del país, que establece que "una persona que, con fines de distribución, produzca o adquiera material pornográfico o distribuya dicho material será castigada con servicio comunitario o con multa o restricción de la libertad o prisión de hasta un año".

## Malta
En Malta, la pornografía estuvo prohibida hasta finales de 2016, independientemente de si tiene un interés comercial o si está dirigido a una audiencia adulta. La ley pertinente a este respecto era el artículo 208 (1) del Código Penal de Malta, que prohibía la fabricación, impresión, importación, circulación y exportación de impresos, pinturas, fotografías, películas, libros, tarjetas o escritos pornográficos u obscenos, o cualquier cualquier otro artículo obsceno, ya sea con fines lucrativos, de distribución o de exhibición en un lugar público. En una decisión dictada el 21 de febrero de 2011, el Tribunal de Apelación en lo Penal de Malta confirmó la condena penal del Sr. Alexander Baldacchino, quien fue declarado culpable de exhibir películas pornográficas blandas y duras en el Teatro City Lights de La Valeta. En otra sentencia, el editor estudiantil Mark Camilleri y el autor Alex Vella Gera fueron declarados no culpables en virtud del artículo 208 (1) del Código Penal y el artículo 7 de la Ley de Prensa (difamación obscena) por la publicación de una historia obscena titulada Li Tkisser Sewwi en el periódico estudiantil Realtà (distribuido gratuitamente en el campus de la Universidad de Malta) por el Tribunal de Magistrados. La decisión fue confirmada por la Cámara de Apelaciones en lo Penal.
En 2015, el ministro de Justicia Social, Owen Bonnici, comenzó a trabajar en la legislación para permitir que tanto los servicios como el arte creen material pornográfico y, al mismo tiempo, otorgue el derecho oficial de acceder a material pornográfico. A fines de 2016, el parlamento de Malta dio luz verde a la mayoría del material pornográfico. La pornografía que involucra a menores, discapacitados y formas extremas de expresión, incluidas las amenazas con el uso de dicho material, siguen siendo ilegales.

## Países Bajos
En Países Bajos, la pornografía está regulada por los siguientes artículos:
- El artículo 240a prohíbe indirectamente mostrar imágenes pornográficas a niños menores de 16 años. La pena máxima de prisión es de un año o multa de 4ª categoría (19.500 €).[30]
- El artículo 240b prohíbe la pornografía infantil, que se define como una imagen que muestra a una persona menor de 18 años realizando actos sexuales. La pena máxima de prisión es de 4 años o multa de 5ª categoría (78.000 €). También prohíbe hacer de ello una profesión o un hábito. La pena máxima de prisión en ese caso es de 6 años o multa de 5ª categoría (78.000 €).[31]
- El artículo 248e prohíbe las citas en línea con menores (de 0 a 15 años) para tener relaciones sexuales o hacer pornografía con él/ella. La pena máxima de prisión en ese caso es de 2 años o multa de 4ª categoría (19.500 €).[32]
- El artículo 254a prohíbe la pornografía zoofílica. La pena máxima de prisión es de 6 meses o multa de 3ª categoría (7.800 €).[33]

## Noruega
En Noruega, la pornografía dura fue ilegal hasta 2006 de jure para distribuirla o venderla, pero era legal poseerla. Sin embargo, la producción no era explícitamente ilegal, por lo que se produjeron sesiones de fotos y películas en el país. Uno podría adquirir pornografía en el extranjero, en Internet o a través de la televisión por satélite. También existían tiendas ilegales de pornografía, especialmente en las ciudades más grandes. Para cumplir con los requisitos legales, los editores de revistas eróticas, canales de televisión nacionales y televisión por cable oscurecieron los órganos sexuales en actividad utilizando rectángulos negros y similares. Después de que la Corte Suprema de Noruega absolviera por unanimidad a un exeditor de una revista el 7 de diciembre de 2005 por publicar pornografía dura en 2002, se entendió que la pornografía dura impresa ya no era ilegal. La pornografía se legalizó oficialmente el 14 de marzo de 2006. La televisión regular y por cable tienden a cumplir con los estándares antiguos, ya que la televisión editada está regulada por una ley separada y, por lo tanto, no se ve afectada por la decisión de la Corte Suprema.
La representación de actividades sexuales ilegales, incluidas aquellas que involucran a niños, animales, necrofilia, violación, violencia o uso de la fuerza, siguen siendo ilegales.

## Polonia
En Polonia, a partir de septiembre de 1998, el artículo 202 del Código Penal legaliza la pornografía excepto la producción o posesión de materiales pornográficos que contengan menores, zoofilia o "escenas de violencia/violación". También es ilegal presentar o mostrar materiales pornográficos a personas que no quieran tener ningún contacto con ellos y a personas menores de 15 años.

## Rusia
De acuerdo con la ley rusa, se permite el consumo de pornografía, pero no su producción. La producción, distribución y "demostración pública" ilegal de pornografía se castiga con una pena de prisión de 2 a 6 años. Roskomnadzor, el supervisor de medios del gobierno ruso, tiene el poder de ordenar el bloqueo de sitios web pornográficos. En 2015, la agencia exigió el bloqueo de la versión en ruso de Pornhub y otros 10 sitios pornográficos sobre la base de un fallo judicial.

## España
La pornografía era ilegal durante la España franquista. Algunas personas viajaban a Francia para ver películas como El último tango en París y se organizaban viajes grupales a cines franceses para adultos. Por razones climáticas, se rodaron dentro del país varias películas de Private Media Group que no se estrenaron en España.[cita requerida]
La prohibición de la pornografía terminó con la muerte del dictador Franco en 1975. Durante menos de un año no hubo censura alguna, llegándose a emitir pornografía en los principales cines. Posteriormente, se introdujo la calificación S para películas, que permitió mostrar pornografía suave en los cines convencionales. El género cinematográfico que surgió se conoció como cine de destape e incluyó películas populares como "Las eróticas vacaciones de Stela", "El mundo maravilloso del sexo", "Trampa sexual" y "La orgía". La revista Interviú, fundada en 1976, incluía portadas eróticas de actrices famosas e incluía fotografías de desnudos en su interior. En 1983, la calificación S fue reemplazada por la calificación X, más permisiva.
Cabe destacar el papel de Barcelona en la industria pornográfica a nivel nacional y mundial, ya que junto a otras como Miami, Budapest, Praga o Los Ángeles se ha convertido en uno de los lugares en los que más pornografía se produce. A nivel nacional, Barcelona produce sobre el 50% de la pornografía que se produce en España. La Sala Bagdad, ubicada en el barrio de El Raval, es el primer local de España que ofrecía espectáculos pornográficos y de él han salido actores pornográficos de renombre mundial como Nacho Vidal o Christina Bella. Otro símbolo de la industria pornográfica de la ciudad es el Festival Internacional de Cine Erótico de Barcelona, que se celebró por primera vez en 1992, aunque su última edición (bajo el nombre de Premios Ninfa) se celebró en 2019.

## Suecia
Al igual que Dinamarca y los Países Bajos, Suecia no regula la pornografía y el país no tiene leyes de edad para la posesión o visualización de pornografía. Algunas tiendas siguen un límite voluntario y no venden a menores. El material que involucra animales es legal, (the amendment to djurskyddslagen from year 2018 only prohibit the action in itself to sexually assault an animal, not the viewing of porn depicting said assault. Before the amendment it was still illegal to sexually assault an animal, the amendment was done because the repellation of an old law prohibiting tidelag confused some people who thought that it was legal to "have sex with animals" when it in fact still counted as animal cruelty) (to view BDSM is still legal but to show it to someone could constitute a crime especially if said person do not want to see it. The same goes for porn depicting animals.).
Es ilegal que las personas menores de 18 años actúen o posen para la pornografía en Suecia. Grabar, descargar, distribuir o mirar fotografías y películas pornográficas que muestren a niños es un delito. Las leyes suecas sobre pornografía infantil prohíben el material fotográfico real, así como las imágenes dibujadas. Sin embargo, la Corte Suprema argumentó que debido a que una condena significaría una restricción en la libertad de expresión del acusado, la corte debe presentar un caso serio en cuanto a cuándo las imágenes pornográficas de dibujos animados estilo manga como hentai o lolicon pueden tener algún potencial para dañar a un niño. De cualquier manera, dado que las imágenes generalmente no se asemejan a ningún niño y debido a que, por ejemplo, el manga se consideró una expresión de la cultura japonesa, la Corte Suprema dictaminó que la restricción a la libertad de expresión del acusado sería demasiado grande si fuera punible debido a que se muestran las imágenes. para constituir pornografía infantil.

## Turquía
Turquía, que es un estado formalmente laico con una mayoría musulmana, fue el primer país en producir legalmente material pornográfico en el mundo musulmán.[cita requerida]

## Ucrania
La pornografía fue prohibida en Ucrania en 2009 cuando el entonces presidente Victor Yushchenko firmó una nueva legislación. La ley ha sido aprobada por abrumadora mayoría por la Rada Suprema (el parlamento ucraniano). La posesión, distribución, venta y producción de materiales pornográficos son ilegales y las leyes se aplican estrictamente. La posesión de material pornográfico puede conllevar una multa o hasta tres años de prisión. La pornografía está definida por la ley como "representación vulgar, cándida, cínica y obscena de actos sexuales, que no persigue otro objetivo, la demostración explícita de los genitales, los elementos no éticos del acto sexual, las perversiones sexuales, los bocetos realistas que no cumplen con los criterios morales y ofender el honor y la dignidad del ser humano incitando a los bajos instintos". La pornografía con "fines médicos" sigue siendo legal.
Wiska, una de las estrellas porno ucranianas de renombre internacional, alega persecución continua e inconstitucional por su trabajo en el extranjero, y ha solicitado sin éxito asilo político en la Unión Europea.

## Reino Unido
"En Gran Bretaña, la pornografía está más restringida que en cualquier otro lugar del mundo de habla inglesa o de Europa occidental", escribió Avedon Carol en 1995, "los medios sexuales se difaman fácilmente para una audiencia a la que rara vez se le da la oportunidad de verla". lo que realmente se vende bajo el nombre de 'pornografía'".  Sin embargo, el actual marco legislativo británico, que incluye la Ley de publicaciones obscenas de 1959 (en Inglaterra y Gales), la Ley de gobierno cívico (Escocia) de 1982 y la Ley de grabaciones de vídeo de 1984, conduce a una situación confusa en la que existe una prohibición teórica de la publicación, distribución, y posesión de material pornográfico en cualquier forma, incluida la desnudez y posiblemente trajes de baño, que en la práctica es inaplicable debido a la vaguedad de la prueba legal de material que "deprava y corrompe". En la práctica, la pornografía dura en video y DVD estaba hasta hace poco prohibido por el requisito de la Ley de Grabaciones de Video de estar certificado por la BBFC, mientras que el material duro convencional en otras formas, como revistas y sitios web, esencialmente no tiene restricciones. Por ejemplo, las revistas pornográficas duras de Europa continental, Estados Unidos y Gran Bretaña ahora se venden abiertamente en muchos quioscos británicos. Debido a la liberalización en la política de BBFC, los DVD de pornografía dura convencionales ahora reciben certificados R18, lo que los legaliza pero restringe su venta a tiendas de sexo con licencia, como las del Soho.
La pornografía de fabricación británica tiende a centrarse en un aspecto semiaficionado rudo y listo en lugar del aspecto glamoroso más estilizado de la pornografía europea continental.[cita requerida]
Hasta que abandonó la Unión Europea el 1 de enero de 2021, el Reino Unido era el único Estado miembro de la UE que prohibía las importaciones privadas de pornografía para adultos por parte de consumidores procedentes de otros Estados miembros. En el año fiscal 2004–2005, los agentes de Ingresos y Aduanas de Su Majestad incautaron 96.783 artículos de medios pornográficos llevados por personas que viajaban al Reino Unido.
En 2005, se estimó que la industria del porno del Reino Unido valía alrededor de mil millones de libras esterlinas.